# Temple de Kali a Dakshineswar
Temple de Kali a Dakshineswar  és un temple Hindú localitzat a Dakshineswar prop de Calcuta. Situat en a la riba oriental del riu Hugli. Està presidit per la deïtat Bhavatarini, una forma de la deessa Kali, que simbolitzat la deessa que allibera als seus deixebles de l'oceà de l'existència, és a dir, del samsara. El temple va ser construït el 1855 per Rani Rashmoni, una filantropa i devota de Kali. El temple és famós per la seva associació amb Ramakrishna, un místic de Bengala del segle xix.
Consta d'un temple principal de la deessa Kali, un altre templet de Radha Krixna i 12 petits temples dedicats Xiva, que es troben al costat del riu. A la base del temple hi ha la zona on residí Ramakrishna que va servir com a sacerdot durant més de 30 anys fins a la seva mort el 1886. Són religiosament adorats pels fidels l'habitació on dormí amb un llit i moltes fotografies a la paret. Tot el complex del temple també és fàcilment accessible per als no hindús.
El temple de Belur (Belur Math), dedicat a Ramakrishna i seu de la Ramakrishna Mission i de la Ramakrishna Math, es troba just a l'altre costat del riu i estan connectats permanent amb un transbordador.

## Història
El temple va ser fundat a mitjans del segle xix per Rani Rashmoni. Era de la casta agrària bengalí (mahishya) coneguda per les seves activitats filantròpiques. L'any 1847, Rashmoni, es disposava a fer una llarga peregrinació a la sagrada ciutat hindú de Benarés per expressar les seves devocions a la Mare Divina. Rani havia de viatjar amb vint-i-quatre vaixells per portar familiars, criats i subministraments. Segons els relats tradicionals, la nit anterior a la peregrinació, Rashmoni en un somni va tenir una visió de la Mare Divina, en la forma de la deessa Kali, que segons sembla, li va dir:
No cal anar a Benarés. Instal·leu la meva estàtua en un bell temple a la vora del riu Ganges i hi organitzeu el meu culte. Llavors em manifestaré a la seva imatge i acceptaré el culte en aquest lloc.
Profundament afectada pel somni, Rani immediatament va buscar terres i les compra al poble de Dakshineswar. El gran complex del temple va ser construït entre 1847 i 1855. La parcel·la de 20 hectàrees (81.000 m2) es va comprar a l'anglès John Hastie i va ser coneguda popularment com a Saheban Bagicha. Hi havia part d'un sepulcre musulmà en forma d'una tortuga. Segons la tradició del Tantra la parcel·la va ser considerada adequada per a l'adoració de Xacti. Es van trigar vuit anys i nou-centes mil rupies per completar la construcció i, finalment, l'ídol de la Deessa Kali es va instal·lar el dia de la celebració de la Snana Yatra el 31 de maig de 1855. El temple era formalment conegut com a Sri Sri Jagadishwari Mahakali. Per aquesta celebració van ser convidats bramans de diferents parts del país. Tenia com a cap dels sacerdots en Ramkumar Chhattopadhyay i aviat el seu germà menor Gadai o Gadadhar (més tard conegut com a Ramakrishna) s'hi va traslladar i també ho va fer el seu nebot Hriday per ajudar-lo.
L'any següent, Ramkumar Chhattopadhyay va morir, i el càrrec de cap dels sacerdots es va lliurar a Ramakrishna durant 30 anys fins a la seva mort el 1861. Visqué al temple juntament amb la seva esposa Sarada Devi, que es va quedar al costat sud del Nahabat (sala de música), en una petita habitació a la planta baixa, que actualment és un santuari dedicat a ella.
Rani Rashmoni va viure només durant cinc anys i nou mesos després de la inauguració del temple. Ella va emmalaltir seriosament el 1861. En adonar-se que la seva mort era imminent, va decidir lliurar una propietat que va comprar a Dinajpur (ara a la zona de Bangladesh) com a llegat en fidúcia per al manteniment del temple. Va complir la seva tasca el 18 de febrer de 1861 i va morir l'endemà. Després de la seva mort el 1861, els seus gendres van celebrar una Durga Puja en el temple.